# Tatort: Des anderen Last
Des anderen Last ist ein Fernsehfilm aus der Krimireihe Tatort. Der vom WDR produzierte Beitrag ist die 1252. Tatort-Episode und wurde am 3. Dezember 2023 im SRF, im ORF und im Ersten ausgestrahlt. Das Kölner Ermittlerduo Ballauf und Schenk ermittelt in seinem 88. Fall.

## Handlung
Der Paketdienst-Fahrer Milan Strasser wird in der Vorweihnachtszeit auf seiner Tour mitten in einem Wohngebiet ermordet. Alle Pakete sind geöffnet und durchsucht worden – die Kölner Kommissare Max Ballauf und Freddy Schenk ermitteln, ob es sich um einen Raubmord an dem jungen Familienvater handelt. 
Bei der Autopsie wird festgestellt, dass der Mörder die gleiche Art Weihnachtsmann-Kostüm getragen haben muss, das alle Paketboten der Firma während der Weihnachtszeit tragen. Da somit der Verdacht nahe liegt, dass der Mörder in der Firma zu finden sein muss und eine Befragung aller Fahrer keine weiteren Hinweise bringt, wird Natalie Förster beim Paketdienst eingeschleust, um undercover zu ermitteln.
Die junge Fahrerin Jenny Wegner nimmt sie daraufhin zur Einarbeitung mit auf ihre Tour und nach anfänglicher Vorbehalte, wird das Verhältnis umgänglicher.
Bei ihren Ermittlungen findet Natalie Förster heraus, dass einige Transporter des Paketdienstes gestohlen sind und ebenso, dass Vincent Brettschneider, der Enkel eines weiteren Fahrers, Klaus Brettschneider, Pakete klaut und online verkauft.
Im weiteren Verlauf wird dann mit Boris Riedle ein weiterer Fahrer mit seinem Transporter entführt und ermordet.
Am Ende stellt sich heraus, dass Jenny Wegner bei dem Paketdienst angefangen hat, um den Tod ihres irischen Freundes zu rächen: Dieser wurde mit ihr auf dem Fahrrad von einem Paketfahrer überrollt und starb dabei. Angestellt beim Paketdienst erkannte sie den Transporter anhand des Maskottchens, eines Nikolaus auf der Armatur, wieder und schloss auf Milan Strasser als damaligen Fahrer. Sie überwältigte ihn, ohne ihn ermorden zu wollen. Er stirbt jedoch aufgrund einer Stichverletzung und gab vorher an, nicht selbst gefahren zu sein, sondern sein Kollege Boris Riedle. Daher hat Jenny Wegner diesen aus Rache ebenfalls getötet. In Wahrheit übernahm aber Milan Strassers Frau Lena seine Schicht und trägt die Schuld am Tode von Jenny Wegners Freund. Jenny Wegner konfrontiert sie in ihrer Wohnung, tötet sie jedoch nicht. Am Ende kommen Ballauf und Schenk und verhaften sie.

## Hintergrund
Der Film wurde vom 8. November 2022 bis zum 8. Dezember 2022 in Köln und Umgebung gedreht.
Der Schauspieler Dieter Schaad ist mit 96 Jahren kurz nach Drehende verstorben.
Freddy Schenk fährt in dieser Episode ein Serienmodell der Mercedes-Benz Baureihe W 108, eine weiße 280 S Limousine mit der Zulassungsnummer K-FS 5865H.

## Rezeption

### Kritiken
„Gleiten im Hollywood-Film die Rentiere elegant durch die Lüfte, um die Geschenke stressfrei zu den Familien zu bringen, sieht die Realität ganz anders aus“, schrieb Carsten Heidböhmer im Stern. Dieser Tatort zeige die Schattenseiten unserer Bescherung an Heiligabend: „Die hier gezeigten Paketfahrer leiden unter Stress und Migräne, teilweise können sie den belastenden Job nur mit Tabletten bewältigen.“ Doch wie so oft im Tatort sei das gesellschaftliche Thema – in diesem Fall die prekären Arbeitsverhältnisse von Paketfahrern – nur der Hintergrund für einen Mordfall, der auf private Motive zurückgeht.

### Einschaltquoten
Die Erstausstrahlung von Des anderen Last am 3. Dezember 2023 wurde in Deutschland von 9,34 Millionen Zuschauern gesehen und erreichte einen Marktanteil von 30,7 % für Das Erste.